# Perepsilonema coomansi
Perepsilonema coomansi is een rondwormensoort uit de familie van de Epsilonematidae. De wetenschappelijke naam van de soort is voor het eerst geldig gepubliceerd in 1986 door Vanreusel & Vincx.